# 奥座敷

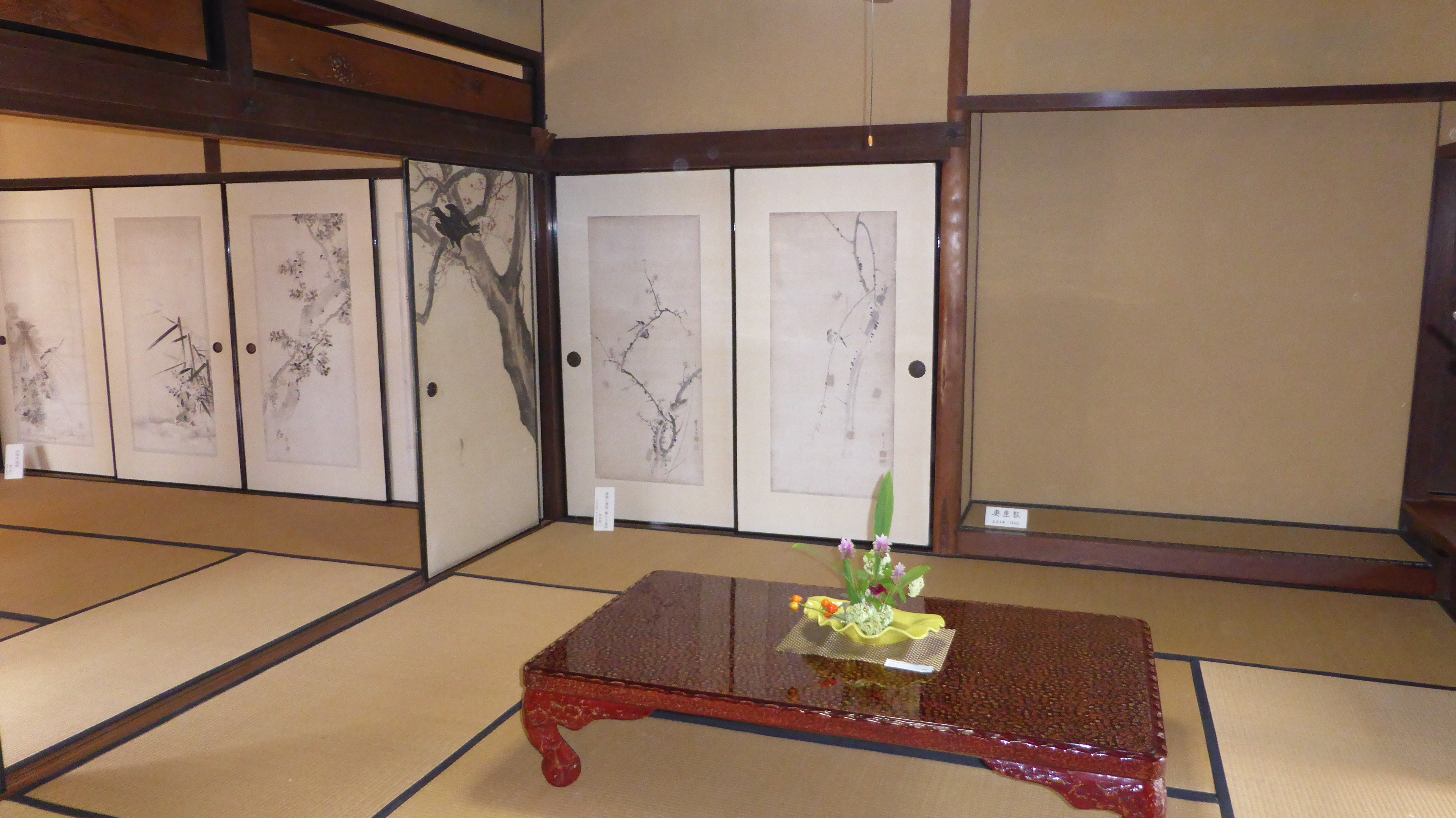
旧尾藤家住宅の奥座敷（京都府与謝野町）

奥座敷（おくざしき）とは、主に客間として使う表座敷に対して、家族が起居する部屋である。本来の、住居の奥のほうに位置する座敷という意味から転じて、都市近郊の観光地、温泉街を指す言葉としても用いられる。

## 温泉街
都市近郊にあって長い歴史を持つ著名な温泉街を指す言葉としても用いられる「奥座敷」だが、元々は一般の立ち入りが限られた環境で、気のおけない間柄の限られた客をもてなす為の場所という本来の意味で用いられていた。例えば、別府の観光開発に尽力した油屋熊八は、1921年（大正10年）に歓楽的な温泉都市別府の亀の井ホテルとは別に、由布岳の麓にある金鱗湖の畔に、内外からの著名人を招き接待する私的な別荘（現在の亀の井別荘）を建て、それを託された熊八の片腕・中谷巳次郎は、静かな温泉地由布院を「別府の奥座敷」として開発している。
しかし、この言葉の使われ方は時代とともに大きく変化し、まわりに気兼ねなく芸妓らと共に宴会を楽しむことが出来る場であったり、ただ都心の喧騒を離れて落ち着いた時間をすごすことが出来る場であったりと、その性質は変化していく。高度成長期などの歓楽街温泉においては、前者の目的が強い奥座敷が中心であったが、個人客中心になってからは後者の目的の奥座敷が多い。
奥座敷の呼称は、○○の奥座敷、と呼ばれることが一般的である。この○○には、近郊の都市名が入ることが多い。例えば、東京（広義の東京＝「横浜や都区部」の意）の奥座敷であれば箱根温泉、青森の奥座敷であれば浅虫温泉など。近郊の都市名に限らず、京阪神の奥座敷と呼ばれる有馬温泉の様に地域名が入ることもある。また、関西の奥座敷と呼ばれる山代温泉や芦原温泉の様に、温泉地から遠く離れた場所の奥座敷と呼ばれることもある。これは交通の便などにより遠方であっても観光客の数の多さにより付いた呼称である。

## 奥座敷の一覧
- 札幌の奥座敷：定山渓温泉
- 旭川の奥座敷：層雲峡温泉
- 北見の奥座敷：温根湯温泉
- 帯広の奥座敷：十勝川温泉
- 小樽の奥座敷：朝里川温泉
- 登別の奥座敷：カルルス温泉
- 函館の奥座敷：湯の川温泉
- 青森の奥座敷：浅虫温泉
- 弘前の奥座敷：嶽温泉、大鰐温泉

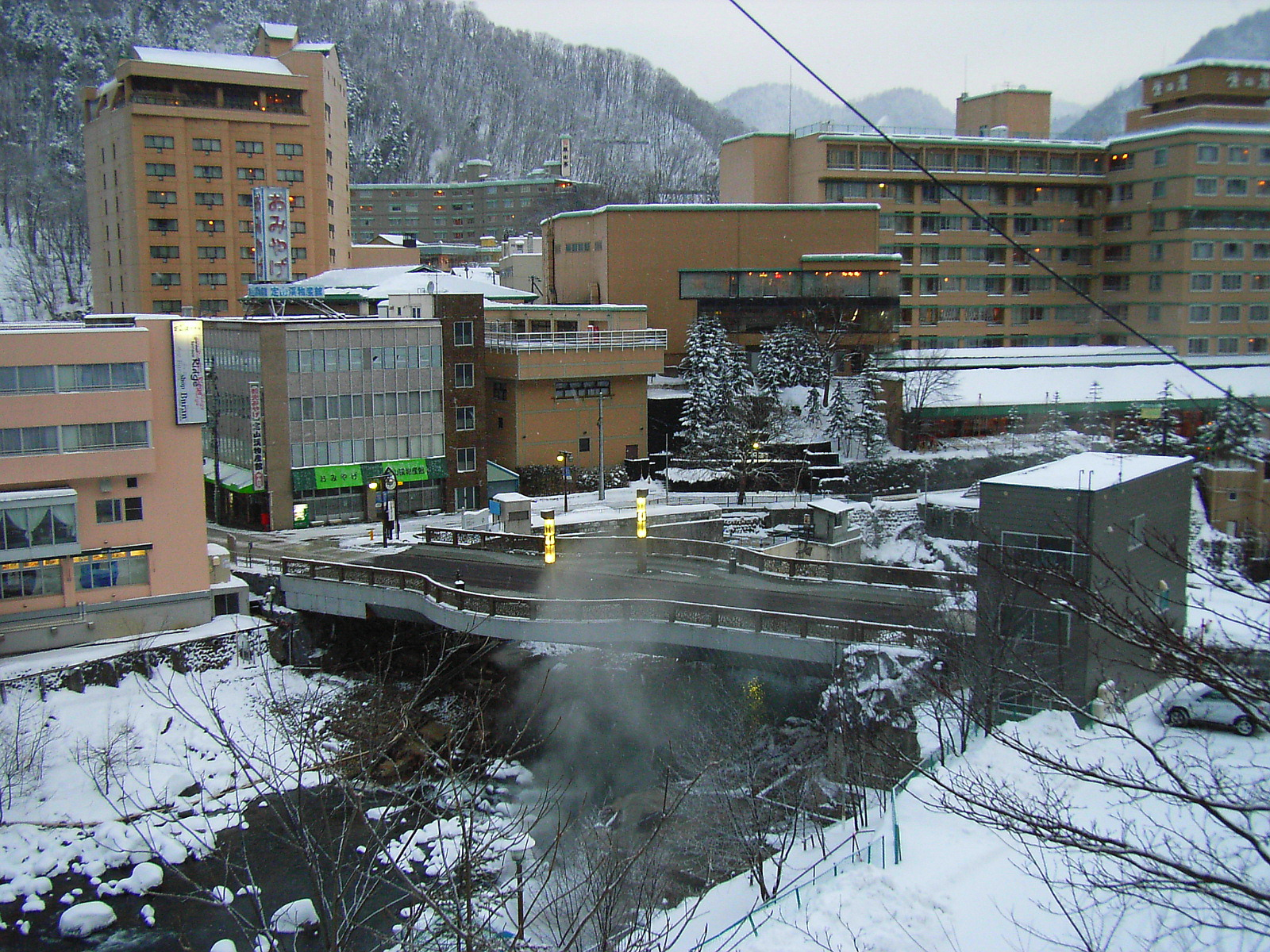
定山渓温泉の温泉街（札幌市）

- 盛岡の奥座敷：鶯宿温泉、盛岡つなぎ温泉（繋温泉）
- 仙台の奥座敷：作並温泉、秋保温泉
- 山形の奥座敷：天童温泉、蔵王温泉、かみのやま温泉
- 庄内の奥座敷：湯野浜温泉、湯田川温泉
- 米沢の奥座敷：小野川温泉
- 新潟の奥座敷：月岡温泉、瀬波温泉、岩室温泉
- 福島の奥座敷：飯坂温泉、土湯温泉
- 郡山の奥座敷：磐梯熱海温泉
- 会津の奥座敷：東山温泉
- いわきの奥座敷：いわき湯本温泉
- 日光の奥座敷：奥日光湯元温泉
- 東京・首都圏の奥座敷：熱海温泉、伊東温泉、草津温泉、箱根温泉、鬼怒川温泉、塩原温泉、伊香保温泉、鴨川温泉
- 甲府の奥座敷：信玄の湯 湯村温泉、石和温泉
- 金沢の奥座敷：湯涌温泉
- 富山の奥座敷：亀谷温泉、山田温泉
- 長野の奥座敷：野沢温泉、渋温泉
- 松本の奥座敷：浅間温泉、美ヶ原温泉
- 上田の奥座敷：別所温泉、鹿教湯温泉
- 安曇野の奥座敷：中房温泉
- 名古屋・中京圏の奥座敷：下呂温泉
- 飛騨の奥座敷：平湯温泉
- 関西の奥座敷：山代温泉、芦原温泉、湯の山温泉、城崎温泉、南紀白浜温泉

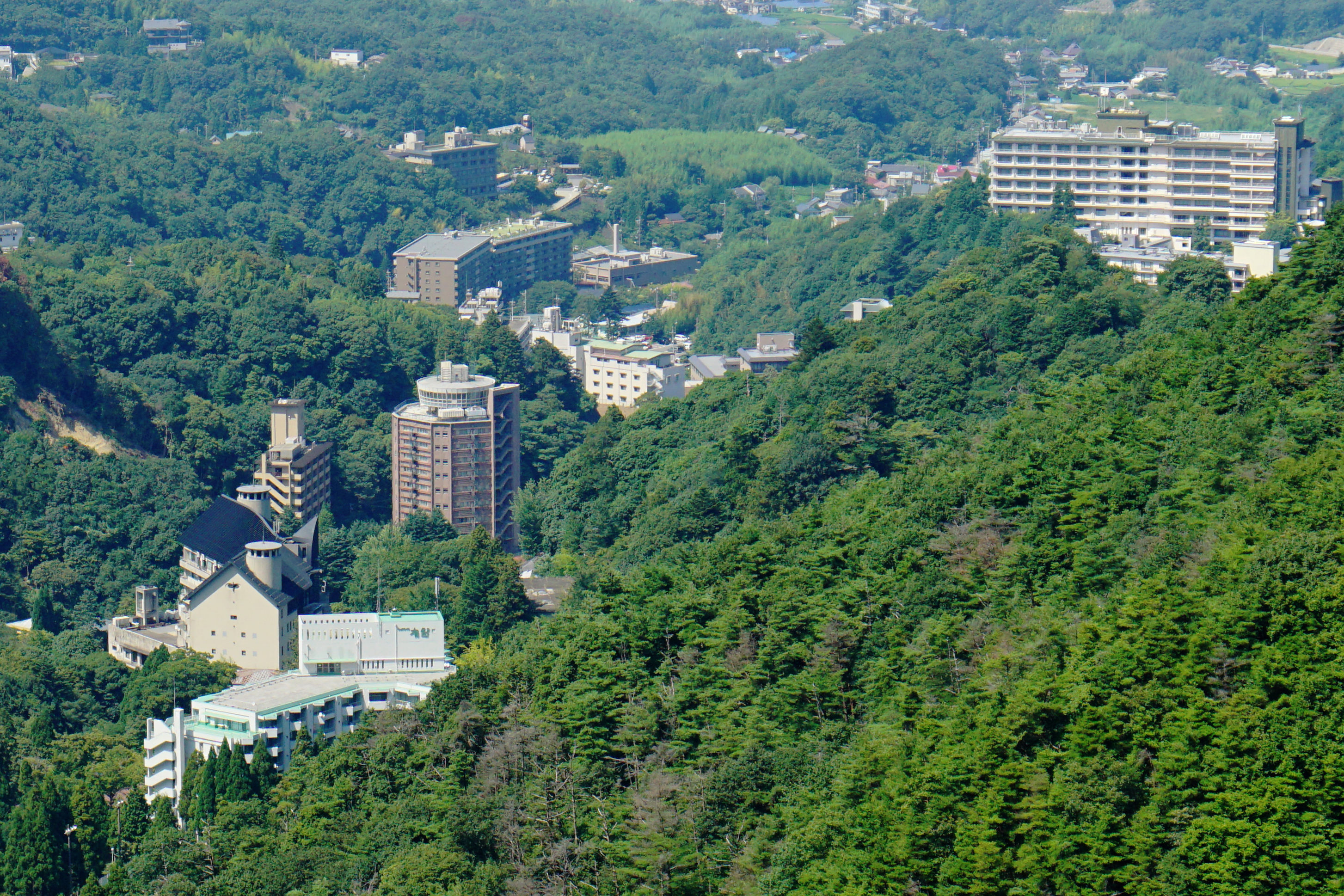
有馬温泉の温泉街（兵庫県神戸市）

- 京都の奥座敷：鞍馬、貴船

- 神戸の奥座敷：有馬温泉
- 広島の奥座敷：湯来温泉、旭温泉
- 米子の奥座敷：皆生温泉
- 松江の奥座敷：玉造温泉、松江しんじ湖温泉
- 山口の奥座敷：湯田温泉
- 下関の奥座敷：川棚温泉
- 徳島の奥座敷：神山温泉
- 松山の奥座敷：奥道後温泉
- 博多の奥座敷：西中洲、二日市温泉
- 佐賀の奥座敷：古湯温泉
- 熊本の奥座敷：杖立温泉、黒川温泉
- 別府の奥座敷：由布院温泉
- 宮崎の奥座敷：青島温泉
- 鹿児島の奥座敷：日当山温泉、市比野温泉